# Thyreosthenius
Genre
Synonymes
- Hormathion Crosby & Bishop, 1933

Thyreosthenius est un genre d'araignées aranéomorphes de la famille des Linyphiidae.

## Distribution
Les espèces de ce genre se rencontrent en zone holarctique.

## Liste des espèces
Selon World Spider Catalog (version 16.5, 3/12/2015) :
- Thyreosthenius biovatus (O. Pickard-Cambridge, 1875)
- Thyreosthenius parasiticus (Westring, 1851)

## Publication originale
- Simon, 1884 : Les arachnides de France. Paris, vol. 5, p. 180-885 (texte intégral).